# Амирова, Самира Фирудиновна
Самира Фирудиновна Амирова (узб. Samira Firudinovna Amirova; 2 апреля 1998 года, Ташкент, Узбекистан) — узбекская спортсменка по художественной гимнастике, член сборной Узбекистана, мастер спорта Республики Узбекистан международного класса. Участница Летних Олимпийских игр 2016, призёр Чемпионата Азии по художественной гимнастике и Гран-при по художественной гимнастике.

## Карьера
В 2003 году начала заниматься художественной гимнастикой в Ташкенте у тренера Людмилы Поливановой. В 2009 году попала в сборную Узбекистана по художественной гимнастике. В 2014 году Самира принимала участие на Чемпионате мира по художественной гимнастике в Измире (Турция) в групповых упражнениях. По сумме двух упражнения команда Узбекистана набрала 30.116 очков и заняла лишь шестнадцатое место.
В 2015 году на Чемпионате мира по художественной гимнастике в Штутгарте (Германия) в групповых упражнения по сумме двух упражнений набрала вместе с командой 32.566 очков и заняла десятое место. В этом же году на этапе Гран-при по художественной гимнастике в Тье (Франция) завоевала бронзовую медаль. На Чемпионате Азии по художественной гимнастике в Чечхон (Республика Корея) в групповых упражнения в многоборье и с лентами завоевала бронзовую медаль.
В апреле 2016 года прошли Олимпийские тестовые соревнования в Рио-де-Жанейро (Бразилия), где команда Узбекистана вместе с Самирой набрала 32.832 очков и заняла второе место, тем самым получив лицензию на Олимпийские игры. Перед играми тренировалась вместе с командой в городе Хьюстон (США). На XXXI Летних Олимпийских играх в Рио-де-Жанейро (Бразилия) в групповых упражнениях, в квалификации команда Узбекистана набрала всего 31.166 очков и заняла двенадцатое место, но не прошла в финальную часть турнира.